# 張俊志
張俊志，中華民國陸軍中將，陸軍官校正58期（1989年班；78年班，同期畢業有陸軍10軍團李榮華中將、陸軍副司令李天龍中將、國安會萬文卓中將、國防部軍事情報局長陳明華中將（114/5/1）、國防部參事石文龍中將、砲訓部何建順少將已退役、十軍團副指張維燻少將已退役等)。曾任參謀本部中將訓練次長（114/5/1退役），六軍團中將副指揮官、參謀本部人次室人管處處長、蘭指部指揮官、馬防部參謀長等職務。2013年7月1日晉升少將，2021年1月1日晉升中將。